# Pípila, Durango
Pípila är en ort i Mexiko.   Den ligger i kommunen Coneto de Comonfort och delstaten Durango, i den centrala delen av landet, 800 km nordväst om huvudstaden Mexico City. Pípila ligger 1 674 meter över havet och antalet invånare är 246.
Terrängen runt Pípila är huvudsakligen kuperad, men österut är den platt. Runt Pípila är det mycket glesbefolkat, med 6 invånare per kvadratkilometer. Närmaste större samhälle är Leandro Valle, 15,7 km nordost om Pípila. Omgivningarna runt Pípila är i huvudsak ett öppet busklandskap.